# Махачкала
Махачкала (рус. Махачкала́, авар. МахIачхъала) је град у Русији и административни центар Дагестана. Налази се на западној обали Каспијског језера. Према попису становништва из 2010. у граду је живело 577.990 становника. Овде се налази фудбалски клуб Анжи.
Основан је 1844. као тврђава. Градски статус је добио 1857. Изворно име града је било Петровскоје (рус. Петро́вское) – према руском цару Петру Великом, који је посетио ово подручје 1722. Град је преименован у Петровск-Порт (рус. Петро́вск-Порт) 1857, и коначно у Махачкала 1921. Данашње име град носи у част дагестанског револуционара Махача Дахадајева (1882—1918). Име је формирано као комбинација првог дела: Махач и другог: кала (тврђава).
Град је велику штету претрпео у земљотресу 14. маја 1970.
Град се дели на 3 округа: Лењински, Совјетски, и Кировски.

## Становништво
Према прелиминарним подацима са пописа, у граду је 2010. живело 577.990 становника, 115.578 (24,99%) више него 2002.
| 1939.  | 1959.   | 1970.   | 1979.   | 1989.   | 2002.   | 2010.   |
| ------ | ------- | ------- | ------- | ------- | ------- | ------- |
| 86.836 | 119.334 | 185.863 | 251.371 | 317.475 | 462.412 | 577.990 |

Етнички састав становништва Махачкале је врло мешовит:
- Авари (21%)
- Руси (18%)
- Кумици (15%)
- Даргинци (12,4%)
- Лакци (12%)
- Лезгини (9,5%)
- Чечени (4,3%)
- Азери (1,6%)

## Партнерски градови
- Сфакс
- Сипинг
- Спокен
- Владикавказ
- Ла Рош сир Јон
- Јалова
- Ндола
- Олденбург
- Махараганџ